# Antiballistisk robot
Antiballistisk robot (engelska: anti-ballistic missile, förkortning: ABM) är en luftvärnsrobot avsedd att skydda mot kärnvapenbärande interkontinentala robotar. ABM skulle avfyras mot inkommande robotar och detonera en mindre kärnladdning i närheten, vilket skulle slå ut stridsspetsarna. Utplaceringen av ABM var starkt begränsad genom ABM-avtalet mellan USA och Sovjetunionen (1972). Nyttan av ABM var tveksam, då det var lätt för en resursstark anfallare att kringgå skyddet genom att bara skicka fler robotar mot målet. USA:s kärnvapenplaner Single Integrated Operational Plan reserverade redan 1968 66 stycken LGM-30 Minuteman och två UGM-27 Polaris som skulle slå ut antirobotsystem A-35 som då höll på att byggas runt Moskva, detta anfall i två vågor skulle sätta en total sprängkraft på närmare 65 Mt bara för att forcera försvaret runt Moskva.
USA har lagt mycket forskning på senare år för att utveckla ett ABM-system som inte behöver en kärnladdning, utan som slår ut den inkommande roboten genom att kollidera med den. Dessa system har haft varierande framgång och är fortfarande under utveckling, men ett antal robotar är år 2005 satta i drift och kan avfyras om behov skulle uppstå.